# Perognathus merriami
Perognathus merriami là một loài động vật có vú trong họ Chuột kangaroo, bộ Gặm nhấm. Loài này được J. A. Allen mô tả năm 1892.